# Real Live
Real Live es un álbum en directo del músico estadounidense Bob Dylan publicado por la compañía discográfica Columbia Records en diciembre de 1984. El álbum fue grabado durante la gira europea de 1984, mayoritariamente en el concierto ofrecido en el Wembley Stadium de Londres el 7 de julio. Sin embargo, «License to Kill» y «Tombstone Blues» proceden del concierto ofrecido en Newcastle el 5 de julio, mientras que «I and I» y «Girl from the North Country» proceden del concierto ofrecido en el Slane Castle de Irlanda el 8 de julio.
El álbum fue producido por Glyn Johns e incluyó a Mick Taylor, antiguo miembro de The Rolling Stones, en la guitarra; Ian McLagen, miembro de Faces, en los teclados, y Carlos Santana. La gira fue llevada a cabo como medio de promoción del álbum de estudio Infidels. Mientras Infidels fue clasificado como el retorno de Bob Dylan a la música formal, tal y como detalla Kurt Loder en la revista musical Rolling Stone, las reseñas de Real Live fueron dispares.
Publicado en diciembre y coincidiendo con el mercado navideño, Real Live obtuvo escasas ventas, alcanzando el puesto 115 en la lista estadounidense Billboard 200 y el 54 en la lista de discos más vendidos del Reino Unido.

## Recepción
En su crítica para Rolling Stone, Loder escribió: «Aunque algunos cínicos pueden encontrar que el resuello marca Dylan está más cerca de la autoparodia en este punto, su modo de cantar escamotea en todas partes. El grupo que formó para la gira le sirve bien, pero sin inspiración... Los dilanólogos podrán saborear la letra en tercera persona y fuertemente revisada de «Tangled Up in Blue», y algunos seguidores pueden esbozar una risa por el riff rítmico, robado de la canción de Ray Charles «I Believe to My Soul», que adorna «Ballad of a Thin Man». Pero «Highway 61 Revisited» y «Tombstone Blues» sufren de arreglos amorfos, y la banda simplemente no puede replicar el ritmo reggae de «I and I». Si el enfoque rag-and-roll de Dylan para el rock es anticuado, es esencialmente un problema estético. Uno continúa con la esperanza de que algún día junte una buena banda en la que crea... Una banda que le permita reafirmar su genialidad en el mercado del rock moderno».

## Lista de canciones
Todas las canciones escritas y compuestas por Bob Dylan. 
| Cara A |                        |          |  |
| N.º    | Título                 | Duración |  |
| 1.     | «Highway 61 Revisited» | 5:07     |  |
| 2.     | «Maggie's Farm»        | 4:54     |  |
| 3.     | «I and I»              | 6:00     |  |
| 4.     | «License to Kill»      | 3:26     |  |
| 5.     | «It Ain't Me, Babe»    | 5:17     |  |

| Cara B |                               |          |  |
| N.º    | Título                        | Duración |  |
| 6.     | «Tangled Up in Blue»          | 6:54     |  |
| 7.     | «Masters of War»              | 6:35     |  |
| 8.     | «Ballad of a Thin Man»        | 3:05     |  |
| 9.     | «Girl from the North Country» | 4:25     |  |
| 10.    | «Tombstone Blues»             | 4:32     |  |

## Personal
- Bob Dylan: voz, guitarra, armónica y teclados
- Colin Allen: batería
- Glyn Johns: productor
- Ian McLagan: teclados
- Carlos Santana: guitarra en «Tombstone Blues»
- Greg Sutton: bajo
- Mick Taylor: guitarra

## Posición en listas
| País           | Lista                   | Posición |
| -------------- | ----------------------- | -------- |
| Estados Unidos | Billboard 200           | 115      |
| Noruega        | VG-lista Top 40 Albums  | 13       |
| Nueva Zelanda  | New Zealand Music Chart | 31       |
| Reino Unido    | UK Albums Chart         | 54       |
| Suecia         | Albums Top 60           | 28       |